# Eumegistus brevorti
Eumegistus brevorti är en fiskart som först beskrevs av Poey, 1860.  Eumegistus brevorti ingår i släktet Eumegistus och familjen havsbraxenfiskar. Inga underarter finns listade i Catalogue of Life.